# Vadum
Vadum är en tätort i Ålborgs kommun i Region Nordjylland i Danmark. Tätorten har 2 559 invånare (2024). Den ligger på ön Vendsyssel-Thy, cirka 8,5 kilometer nordväst om Ålborg.